# Lamek, Metušalahov sin
Za drugog Lameka, pogledajte Lamek, Metušaelov sin.
Lamek (hebrejski לֶמֶךְ) je lik iz Biblije, spomenut kao jedan od patrijarha prije potopa. 

## UBibliji
Lamek je bio sin Metušalaha, unuk Henoka. U Bibliji se o njemu kaže sljedeće:
"Kad je Metušalahu bilo sto osamdeset i sedam godina, rodi mu se Lamek."
"Kad su Lameku bile sto osamdeset i dvije godine, rodi mu se sin. Nadjene mu ime Noa, govoreći: "Ovaj će nam pribavljati, u trudu i naporu naših ruku, utjehu iz zemlje koju je Bog prokleo. Po rođenju Noinu Lamek je živio pet stotina devedeset i pet godina te mu se rodilo još sinova i kćeri. Lamek poživje u svemu sedam stotina sedamdeset i sedam godina. Potom umrije."
Lamekovi su unuci bili Šem, Ham i Jafet. 
U Bibliji je spomenut još jedan Lamek, sin Metušaela i potomak Kajinov. 

## UKnjizi Jubileja
Prema Knjizi Jubileja, Lamekova majka i baka imaju isto ime - Edna. Lamekova je žena bila Betenos. 